# Myrset
Myrset est une localité du comté de Nordland, en Norvège.

## Géographie
Administrativement, Myrset fait partie de la kommune d'Andøy.